# Список дипломатических миссий Сент-Винсента и Гренадин
Список дипломатических миссий Сент-Винсента и Гренадин — дипломатические представительства Сент-Винсента и Гренадин в странах-членах Британского содружества, в которое входит и Сент-Винсент, возглавляют «высшие комиссары» в ранге посла.

## Европа
- Бельгия Бельгия, Брюссель (посольство)
- Великобритания Великобритания, Лондон (высший комиссариат)

## Америка
- Канада Канада, Оттава (высший комиссариат)
  - Торонто (генеральное консульство)
- США США, Вашингтон (посольство)
  - Нью-Йорк (генеральное консульство)

## Международные организации
- Нью-Йорк (постоянное представительство при ООН)
- Вашингтон (постоянное представительство при ОАГ)